# Nessun luogo è lontano
(dal libro "Nessun luogo è lontano" di Richard Bach)
Nessun luogo è lontano è un programma radiofonico italiano, in onda sulle frequenze di Radio 24.
La trasmissione va in onda dagli studi di Radio 24 in Viale Sarca 223 a Milano dal lunedì al venerdì alle 16.00 e in replica nella notte e ospita personaggi di rilievo per commentare e dibattere temi legati all'attualità internazionale, conflitti e migrazione.

## Storia
Il programma è nato nel 2010 con la conduzione di Giampaolo Musumeci.
Il nome della trasmissione richiama il libro "Nessun luogo è lontano (There's No Such Place As Far Away)" dello scrittore Richard Bach nel 1976.

## Curiosità
Nella sigla iniziale la citazione "Ladies and gentlemen, may the wind be always at your back" è tratta dal discorso di saluto al neo-eletto Presidente degli Stati Uniti Joe Biden pronunciato dal Governatore del Delaware John Carney il 19 gennaio 2021. La locuzione sembra derivare da una benedizione irlandese.